# Ernst Theodor Loeb
Ernst Theodor Loeb (* 1881; † 1964) war ein deutscher Verwaltungsjurist.

## Leben
Loeb studierte Rechtswissenschaft an der  Rheinischen Friedrich-Wilhelms-Universität Bonn. 1902 wurde er im Corps Guestphalia Bonn aktiv. Die Ruprecht-Karls-Universität Heidelberg  promovierte ihn 1907 zum Dr. iur.
In den beiden letzten Jahren des  Ersten Weltkrieges war er Regierungsrat im  Preußischen Ministerium für Landwirtschaft, Domänen und Forsten.  In der Weimarer Republik wurde er 1919 Landrat im Kreis Hameln. Nachdem er trotz Fürsprache von Honoratioren 1933 mit 52 Jahren in den Ruhestand versetzt worden war, zog er sich auf sein Gut Caldenhof bei Hamm zurück. Von Oktober 1944 bis März 1945 leistete er NS-Zwangsarbeit in Hünfeld.
1961 vermachte er Caldenhof dem evangelischen Kirchenkreis Hamm, der das Gutshaus 1967 abreißen ließ, um auf dem Gelände eine Schulungsstätte für Schwesternschülerinnen zu errichten.
 
Sein Nachlass bestehend aus Ein Zeitungsleser im III. Reich, Glossen zu tragischem Zeitgeschehen 1938-1945, einem auf Zeitungsmaterial basierenden Manuskript, liegt im Bundesarchiv in Koblenz.
Loebs Schwester war die Malerin und Grafikerin Hedwig Petermann.

## Ehrungen
- Dr.-Loeb-Caldenhof-Straße in Hamm[9]
- 1957: Großes Bundesverdienstkreuz